# 赵崇德
赵崇德（1914年4月17日—1937年10月29日），河南省商城县伏山乡杨桥村人，曾任八路军第129师769团3营营长。1937年10月29日，在忻口会战完成夜袭阳明堡战斗任务后，掩护其他战士撤退时中弹牺牲。

## 生平
1929年5月，赵崇德于商南起事后参加三区少年先锋队，并任分队长。1930年秋参加中国工农红军被编入红4军第10师28团。1931年10月至1932年5月，先后参与黄安战役、商潢战役、苏家埠战役。1934年参与长征，期间由排长、连指导员升为营长。1937年后任八路军129师769团三营营长。

### 夜袭阳明堡飞机场
1937年10月上旬，日军突破山西北部的晋绥军防线占领代县、崞县。国民革命军退守至忻口，八路军则配合国军侧击日军后方。八路军129师769团行进至滹沱河南岸的苏龙口镇一带时发现，在阳明堡镇西南3公里处有一座日军飞机场。忻口会战期间，机场共24架飞机轮番对忻口、太原进行轰炸，对防守忻口的中国军队造成严重威胁。而当时机场内驻扎日军200多人，守卫队100多人。消息整理后，时任769团团长的陈锡联决定夜袭日军的阳明堡飞机场。10月19日黄昏，赵崇德率领三营为突击队，以第9连警戒阳明堡方向可能来援的日军，以第10连、11连和机枪连组成突击队，从东西两侧隐蔽进入机场。当进到距飞机约30米时，被日军哨兵发觉，赵崇德当即命令突击队发起攻击。战斗一个小时后，共计歼灭日军100余人，将飞机场内的飞机全数炸毁、烧毁。在撤退时，赵崇德为掩护其他战士撤退时中弹牺牲。

## 评价与纪念
- 769团团长陈锡联、副团长汪乃贵，向八路军总部和129师报告战斗情况后，时任129师师长的刘伯承称赞夜袭阳明堡战役：“首战告捷，打得好！打得好！”[2]
- 第二战区副司令长官卫立煌致电周恩来：“阳明堡烧了敌人24架飞机，是战争历史上从来没有过的事情，我代表忻口正面作战的将士对八路军表示感谢！”
- 蒋介石颁发“特别嘉奖令”，国民政府军事委员会发放两万元奖金奖励参加阳明堡战斗的八路军部队。[6]
- 彭德怀元帅在回忆录中称赞赵崇德烈士“忠肝赤胆，与日月争光”。
- 2007年，由山西电影制片厂、CCTV-6、八一电影制片厂联合出品的抗战片《夜袭》以“夜袭阳明堡”事件为背景。[7]
- 2014年9月1日，赵崇德被列入中华人民共和国民政部公布的第一批300名著名抗日英烈和英雄群体名录。[8]